# 慕容廆
慕容 廆（ぼよう かい、拼音：Mùróng Guī、泰始5年（269年） - 咸和8年5月6日（333年6月4日））は、鮮卑慕容部の大人（部族長）（在位：285年 - 333年）。昌黎郡棘城県（現在の遼寧省錦州市義県の北西）の出身。字は弈洛瓌。父は慕容渉帰、兄に慕容吐谷渾、弟に慕容運がいる。遼西・遼東地方においてその勢力を拡大させて国家体制を整備し、後に前燕が覇権国家となるための基盤を築き上げた。その為、実質的な前燕の初代君主に数えられる事もある。子の慕容皝が燕王に即位すると武宣王と追諡され、さらに孫の慕容儁が帝位に即くと武宣皇帝と追諡され、廟号を高祖とされた。

## 生涯

### 大人位を継ぐ
泰始5年（269年）、大人（部族長）の慕容渉帰の子として生まれた。当時の中国は三国時代の終盤に当たり、咸熙元年（264年）に蜀漢が魏によって滅ぼされ、その魏の元帝より禅譲を受けて、武帝司馬炎が晋（西晋）を建国してから4年後であった。
太康4年（283年）、父の慕容渉帰がこの世を去った。この年は晋の武帝が呉を滅ぼし、中華を統一してから3年後であった。本来は嫡男である慕容廆が大人の位を継ぐはずであったが、叔父の慕容耐が位を簒奪してしまい、さらには慕容廆の謀殺を目論んだ。慕容廆はこれを事前に察知して逃亡を図り、慕容耐の差し向けた刺客に追われながらも遼東に住む徐郁という人物の下へ辿り着くと、彼へ庇護を求めた。徐郁は彼を家屋の中に匿うと席の裏側に隠れ潜ませ、追っ手もまた家屋に浸入してその姿を捜索したが、遂に見つけることは出来ずに引き返した。これにより慕容廆は難を逃れる事が出来た。
太康6年（285年）、部下の裏切りにより慕容耐が殺害されると、慕容廆は部族の民より迎え入れられ、大人の地位を継承する事が出来た。

### 西晋との争い

#### 昌黎を侵犯
元々、慕容部は魏晋朝廷に一貫して従属していたものの、慕容渉帰の時代には自立行動を起こして昌黎郡へ侵犯するようになり、その関係は悪化していた。
また当時、同じ鮮卑族である宇文部は遼西地方において強盛であり、父の慕容渉帰の時代より対立関係にあった。太康6年（285年）、慕容廆は父の恨みを晴らそうと考え、西晋朝廷へ宇文部討伐の許可を求めたが、認められなかった。慕容廆はこれに怒って遼西へ侵攻すると、多数の人民を殺戮して物資を略奪した。これを受け、武帝は幽州の諸軍を差し向けて慕容廆討伐を命じ、慕容廆は肥如においてこれを迎え撃つも大敗を喫してしまった。しかし、これ以後も慕容廆は連年に渡り昌黎へ襲来しては略奪を繰り返し、晋朝にとって煩いの種となった。

#### 夫余を攻撃
同年、現在の満洲に位置していた夫余国を攻撃し、その都城を攻め落とした。夫余王であった依慮は自害し、その子弟は逃走して沃沮の土地へ逃れ、慕容廆は1万人余りを捕虜として帰還した。しかし依慮の子であった依羅は祖国復興のため、西晋の東夷校尉何龕に救援を要請した（東夷校尉とは東方の異民族を管轄する軍政務官である）。何龕はこれに応じて督護賈沈を差し向け、沃沮に拠っていた依羅を保護して故地へ送ってやった。これを察知した慕容廆は配下の将軍の孫丁に騎兵を与え、行軍路を阻ませて賈沈を攻撃させたが、孫丁は返り討ちに遭って斬り殺された。
何龕の働きかけにより夫余は復興されたものの、慕容廆はその後もたびたび夫余に侵入してはその民衆を捕らえ、中国に売りさばいたという。そのため、武帝は国の資産で夫余の奴隷を買い戻してやり、さらに司州・冀州では夫余人の売買を禁止させた。

### 勢力を拡大

#### 西晋に従属
太康10年（289年）4月、慕容廆は側近との協議の上、西晋への帰順を決断した。そして朝廷へ帰順の使者を派遣すると、武帝はその到来を喜んだという。5月、慕容廆は鮮卑都督に任じられた。太熙元年（290年）、晋の武帝は没し、その嫡子の恵帝が新たに皇帝へと即位した。
同年、拠点としていた遼東の北部が僻地であった事から、慕容廆は遼西へ移住し、徒河の青山（現在の遼寧省錦州市義県の東）を根拠地とした。
元康4年（294年）、再び移住し、棘城（現在の遼寧省錦州市義県の西）を拠点とした。この時期より農業と養蚕に力を注ぐと共に、中国と同じ法律や制度を整え、その勢力基盤を固めていった。
この頃、晋の朝廷は後に八王の乱と称される権力闘争の真っ只中で、地方でも反乱が多発するようになっており、晋朝による統治機構は機能不全に陥りつつある状況であった。
永寧元年（301年）から永寧2年（302年）頃、燕の地方（幽州一帯）で大洪水が発生した。これを受け、慕容廆は倉を開放し、幽州の人民へ食糧を支給して救済に努めた。これにより恵帝より大いに称賛され、命服（官僚がその等級に応じて着用する礼服）を下賜された。
この頃、いずれも優れた性格や才覚を持っていると評されていた慕輿句と慕輿河を取り立て、慕輿句には府庫の管理を任せ、慕輿河には訴訟の裁決を任せた。
一方、晋朝の混乱は頂点に達しており、太安元年（303年）には蜀の地にて巴氐族の李雄（成漢）が、永安元年（304年）には河北で匈奴族の劉淵（後の前趙）がそれぞれ独立し、こうした情勢の中で光熙元年（306年）には恵帝が死亡、新たに異母弟の司馬熾が皇帝に擁立された（懐帝）。
永嘉元年（307年）、慕容廆は鮮卑大単于を自称し、数多いる鮮卑の諸部族の中でも自らがその頂点であると内外へ標榜した（単于とは主に匈奴族で用いられている君主号であり、かつては父の慕容渉帰も西晋朝廷より賜った称号であった）。
永嘉5年（311年）、前趙の攻勢により遂に洛陽が陥落して懐帝が捕らわれの身となり、西晋による全国統治は完全に崩壊した。これ以降、幽州に割拠する王浚は自らの独断で承制（皇帝に代わって諸侯や守相を任命する権限）を行うようになっていた。慕容廆もまた王浚より散騎常侍・冠軍将軍・前鋒大都督・大単于に任じられたが、皇帝からの命令で無かったためこれを受けなかった。
建興年間（313年から317年）、長安で即位した愍帝より使者が到来し、慕容廆は鎮軍将軍に任じられ、昌黎・遼東の二国公に封じられた。

#### 周辺諸部族との抗争・修好
西晋への従属を決断して以降、その庇護を得た慕容廆の威徳は日を追う毎に広がっていったので、同じ鮮卑族であり遼西地方に勢力基盤を築いていた宇文部や段部は、併呑されるのを次第に恐れるようになり、絶えず慕容部の領土を侵攻・略奪するようになった。慕容廆は彼らと対立を避けるため、使者と交流する際には礼儀正しく謙虚に振る舞い、手厚い贈り物をして関係改善に努めたという。
以下、西晋健在時の周辺諸部族との間で起こった抗争や修好関係について記す。

##### 宇文部を撃退
- 永寧2年（302年）、宇文部の単于の宇文莫珪は弟の宇文屈雲や同族の宇文素延[12]を派遣し、宇文屈雲には慕容部の領土周辺へ侵攻させ、宇文素延には慕容部に従っていた諸部族を攻撃・略奪させた。慕容廆は自ら軍を率いて出撃すると、宇文素延を迎撃してこれを撃ち破った。

- 同月、敗戦を大いに恥じた宇文素延は雪辱を期して再び慕容部へ攻め入り、10万の兵を率いて棘城を包囲した。これに城内の民はみな震え上がったが、慕容廆は「宇文素延の軍は数こそは多いが統制が取れていない。諸君らはただ力戦すればよい。憂えることなど何も無い！」と鼓舞し、そして自ら出撃して宇文素延の軍を再び大破した。さらに敗走する敵軍を百里に渡って追撃し、捕縛とするか討ち取った者は1万人を超えた。元々宇文部の傘下であった遼東の豪族の孟暉は今回の敗戦を受け離反し、自らが従えていた数千家を引き連れて慕容廆に帰順すると、慕容廆は彼を迎え入れて建威将軍に抜擢した。

##### 拓跋部との修好
- 永嘉元年（307年）、代の地方において勢力を拡大していた拓跋部の大人の拓跋禄官がこの世を去り、拓跋猗盧が後を継いだ。彼らもまた慕容部と同じ鮮卑族であるが、拓跋禄官の時代（295年から307年頃）に、慕容廆は東部拓跋部（この当時拓跋部は西・中・東の3部に分かれていた）へ侵攻して各地を荒らし回った事があり（最終的には拓跋部の拓跋普根に攻撃を受けて撤退した）、これもあって両者の関係はかねてより良好とは言えなかったが、拓跋猗盧の時代になると次第に両者は接近し、修好を深めるようになっていった。

##### 素喜連・木丸津を討伐
- 永嘉3年（309年）、遼東の辺境に割拠していた鮮卑族の素喜連と木丸津は晋朝に反乱を起こし、連年に渡り遼東の諸県を侵略して殺戮と略奪の限りを尽くすようになった。現地の農民達はまともに生活する事が出来ず、慕容廆の領内には日を追う毎に多くの民衆が流入するようになった。慕容廆は流民達に備品や食料を支給し、郷里へ帰る事を望む者は送り届けてやるなど、彼らの慰撫に努めた。

- 永嘉5年（311年）12月、庶長子の慕容翰の献策（慕容翰は、素喜連・木丸津を討伐する事で晋への忠義を示しつつ、その兵力の吸収を図るよう進言した）に従い、慕容廆は素喜連・木丸津討伐の兵を挙げた。東へ向けて進撃すると、慕容翰を討伐軍の前鋒に据えて敵軍を大破し、素喜連・木丸津を討ち取った。こうして両部族の民を尽く降して3千家余りを傘下に引き入れると、彼らを棘城に移住させ、さらに遼東郡を設置してから軍を返した（当時、既に洛陽は陥落して懐帝は捕虜となっており、西晋の支配体制は完全に崩壊していた。その為、改めて遼東郡を設置し直したのだと思われる）。今回の騒乱で移住してきた民の大半は遼東郡から来ていた者だったので、その治安を回復させた慕容廆は遼東でも大いに慕われるようになった。

##### 段部を攻撃
- 時期は不明だが、慕容廆は段部の単于の段階の娘を娶って正室とし、段部とは姻戚関係を結ぶ事で関係を強化している。妻の段夫人との間には、慕容皝・慕容仁・慕容昭の三子をもうけた。

- その一方で、永嘉7年（313年）4月、幽州の支配者である王浚が段部討伐を目論んで慕容部と拓跋部に協力を持ち掛けると、慕容廆は利害が一致していた事からこれに応じ、慕容翰に段部討伐を命じた。慕容翰は徒河・新城を攻略して陽楽まで侵攻したが、拓跋部の将である拓跋六脩が段疾陸眷に敗れて撤退したと聞き、進軍を中止して徒河まで後退し、青山を背にしてこの地に拠点を築いた。

### 統治体制を確立

#### 人材を招聘
西晋による統治体制が崩壊して以降、中原は相次ぐ乱により荒廃しており、多くの民が幽州を治める王浚を頼ったが、王浚は彼らをうまく慰撫出来ず、法規も整っていなかった。段部にもまた多くの民が帰順したが、彼らは武勇を有していたものの、士大夫を礼遇しなかった。その為、彼らから離反する者も多かった。ただその中にあって慕容廆の政事は公正であり、人材を重んじたので、士民の多くが彼の下へ身を寄せた。慕容廆はその中から俊才な者を抜擢し、その才能に適した職務を与えた。この中には、後に国家の中枢を担う人材が多数集結している。この時期の前後に慕容廆の傘下に加わった代表的な人物を以下列挙する。
- かつて慕容廆が素喜連らの乱を鎮圧して以降、東夷校尉の封釈とは修好を深めるようになっていた。彼はその後間もなく亡くなってしまったが、死ぬ間際にまだ幼かった孫の封奕を慕容廆に託していた。慕容廆はその遺言に従って封奕を招いて共に語らい合ったところ、すぐにその才能を見抜いて感嘆し、自らの傘下として迎えた。さらには封釈の子である封悛・封抽もまた父の喪に服す為に慕容廆の下を訪れており、慕容廆は彼らの到来を「千斤の犍（去勢された雄牛）の価値がある」と喜び、仕官させた。封奕は50年以上に渡って前燕に仕え、長らく官僚の筆頭として政権運営を主導する立場となった。

- 河東出身の裴嶷やその甥の裴開は、兄の玄菟郡太守裴武が亡くなった為に郷里へ戻ろうとしていたが、道が断絶されていた為に方針を転換して慕容廆に帰順した。これを知った慕容廆は大喜びで彼らを出迎え、仕官させた。裴嶷は慕容廆の参謀となり絶大な信頼を得て、その覇業を大いに支えた。

- 広平出身の游邃、魏郡出身の黄泓、北海出身の逄羨、西河出身の宋奭らは元々永嘉の乱を避けて王浚の本拠地である薊に避難していたが、やがて王浚を見限って慕容廆に帰順した。平原出身の宋該や劉翔らもまた元々王浚に帰順し、次いで段部にも身を寄せたが、いずれも君主の器ではないと考え、諸々の流民を引き連れて慕容廆へ帰順した。

- 右北平出身の陽耽は清廉で沈着機敏である事で評判であり、もともとは西晋の遼西郡太守を務めていた。永嘉7年（313年）に慕容翰が段部を攻めて陽楽を落とした際に捕らえられたが、慕容廆は礼節をもって彼を迎え入れ、仕官させた。

- 安定出身の皇甫岌とその弟の皇甫真は、慕容廆と西晋の東夷校尉崔毖の双方から招聘を受けていたが、慕容廆を選んで帰順した。後に皇甫真は前燕を代表する名将としてその勢力拡大に大いに貢献し、滅亡まで仕え続けた。

- 遼東出身の張統は楽浪と帯方の2郡において独自の勢力を築いており、高句麗と連年に渡り争っていた。楽浪出身の王遵は張統を説得して慕容廆への帰順を持ち掛けると、張統はこれに同意して千家余りを率いてその傘下に入った。慕容廆は楽浪郡を設置すると、張統を太守に、王遵を参事にそれぞれ抜擢した。

- 永嘉3年（309年）、西晋の東夷校尉李臻は側近の王誕や遼東郡太守龐本と共に謀議し、幽州で自立色を鮮明にしていた司空・都督幽州諸軍事王浚の討伐を目論んでいたが、龐本の裏切りにより殺害されてしい、王誕は慕容廆の下へ亡命した。慕容廆は彼を受け入れ、後に帯方郡太守に任じた。

- 建興2年（314年）4月、王浚が漢（後の前趙）の征東大将軍石勒に敗れて処刑されると、王浚配下の会稽出身の朱左車・魯国出身の孔纂・泰山出身の胡毋翼の3人は薊から昌黎に逃走し、慕容廆の下に帰順した。後に彼ら3人は徳に優れて清廉な老臣であると評判となり、慕容廆は賓友として抜擢した。

- 大興2年（319年）、西晋の東萊郡太守であった鞠彭が北海出身の鄭林と共に慕容廆に帰順した。慕容廆は鞠彭を龍驤参軍事に任じると共に、鄭林には牛車や穀物・物資を送ったが、彼はこれらを受け取らず、自給自足の生活を送ったという。

慕容廆は裴嶷・陽耽・黄泓・魯昌を謀主（外交・内政・軍略に関わる役職）に、游邃・逄羨・宋奭・西方虔・封抽・裴開を股肱（謀主に次ぐ側近）に任じ、宋該・皇甫岌・皇甫真・繆愷・劉斌・封奕・封裕を枢要（国家機密を扱う役職）に任じた。こうして漢人の名士を多く取り込み、統治体制をより強固なものにした。
この時期、各地の混乱の影響で慕容廆へ帰順する流民は数万家を超えており、慕容廆は彼らを管理するため、冀陽郡を設置して冀州からの流民を住まわせ、成周郡を設置して豫州からの流民を住まわせ、営丘郡を設置して青州からの流民を住まわせ、唐国郡を設置して并州からの流民を住まわせた。

#### 東晋に従属
建武元年（317年）3月、江南に勢力を構えていた琅邪王司馬睿が晋王を名乗った。司馬睿は承制（皇帝に代わって諸侯や守相を任命する権限）を行い、遼西へも使者を派遣して慕容廆を仮節・散騎常侍・都督遼左雑夷流人諸軍事・龍驤将軍・大単于に任じ、昌黎公に封じる旨を伝えた。慕容廆は当初司馬睿の事を軽んじていたので、固辞して受けなかったが、征虜将軍の魯昌は、司馬睿を正式に皇帝に奉じた上で官位を受け取る事で、慕容廆の統括権限の正当性を強化するよう進言した。また在野の士である高詡という人物も、尊皇の姿勢こそが覇王の資格であるとして同じく東晋への帰順を勧めた。慕容廆はこれらに従って方針を改め、長史王済を海路より建康へ派遣すると共に、高詡を取り立てて郎中令に任じた。
大興元年（318年）3月、司馬睿は皇帝に即位する（東晋の元帝）と、謁者陶遼を使者として再び慕容廆の下へ派遣し、以前授けた官爵を受けるよう述べた。慕容廆は官職については受けたが、昌黎公の爵位については固辞した。こうして東晋の後ろ盾を得た慕容廆は、游邃を龍驤長史に、劉翔を主簿に任じ、東晋の地方政府（あくまで名目上ではあるが）の立場に適した儀礼や法律を彼らに制定させた。
また、裴嶷を長史に任じ、軍務と国政の謀略については彼に一任するようになった。慕容廆は裴嶷の献策に従い、遼東・遼西に割拠する弱小の部族を順を追って勢力下に引き入れ、さらにその勢力を拡大させていったという。

### 遼東・遼西の覇権国家へ

#### 三国連合の襲来
かつて幽州に割拠して強大な勢力を誇っていた王浚は、自らの妻の兄弟にあたる崔毖を独断で平州刺史・東夷校尉に任じ、東方異民族の管轄と遼東の統治を任せていた。崔毖は平州の治所である遼東城（襄平県にあり遼東の中心地である。襄平城とも称され、現在の遼寧省遼陽市の北にある）を拠点とし、王浚が314年に敗亡した後もその地位を保っていたが、多くの民は崔毖に靡かずに慕容廆の下に集っていたので、かねてよりその人望を妬んでいた。また遼東・遼西に割拠する高句麗・宇文部・段部もまた慕容部の勢力拡大を危惧していたので、崔毖は密かに彼らと連携して慕容部討伐をなさんと企んだ。大興2年（319年）12月、三国は崔毖の呼びかけに応じ、各々軍を動員して慕容部へ侵攻させた。これを受け、慕容部の諸将は迎撃を請うたが、慕容廆は「連合軍は烏合の衆に過ぎず、信頼関係が構築されていないため統制が取れていない。時が経てば必ず内側から綻びを見せるはずであるから、それを待ってから然る後にこれを撃てば、必ず破れるであろう」と述べ、持久戦に持ち込んで内部崩壊を待つよう命じた。
三国が棘城に攻撃を仕掛けると、慕容廆は門を閉じて籠城すると共に、宇文部の下に使者を送って牛肉や酒を手厚く贈り届けさせ、大きな声で「崔毖から昨日、使者が来ましたぞ」と使者に話させた。これを伝え聞いた高句麗・段部は、宇文部と慕容廆が裏で通じているのではないかと疑い兵を退却させた。だが、宇文部の大人の宇文遜昵延だけは攻略の意志を崩さず、兵力は数十万を数え、陣営は四十里も連なっていた。その威容を見た人々はみな動揺したという。
慕容廆は棘城の防衛戦力を増強する必要があると考え、徒河に駐屯していた長男の慕容翰に救援を乞うた。だが、慕容翰は使者を派遣し、棘城へは入らずに外で遊撃隊として敵を擾乱し、隙を見て奇襲を仕掛ける、と慕容廆へ伝えた。慕容廆は息子が臆病風に吹かれて参戦を拒絶したのではないかと疑ったが、側に仕えていた韓寿もまた慕容翰の作戦に同意したので、慕容翰が徒河に留まることを許した。
宇文遜昵延は慕容翰が徒河から動かない事を知り、別動隊として数千騎を派遣して慕容翰を襲撃させたが、慕容翰は段部の使者を偽って敵軍を誘い出すと、伏兵をもって一斉に奇襲し、奮戦して敵兵を尽く捕らえる事に成功した。さらに勝ちに乗じて進撃すると、棘城へ使者を派遣して慕容廆へ出撃を請うた。これを受け、慕容廆は裴嶷と慕容皝に精鋭を与えて先鋒とし、自身は大軍を率いて後続となり、方陣を組んで出撃した。宇文遜昵延は慕容廆が籠城するとばかり思い込んでおり、全く備えをしていなかったため、その襲来に驚いて慌てて全軍を出陣させた。この時、慕容翰は千騎を率いて既に敵陣の背後に控えており、先鋒軍の戦いが始まったのを見計らって宇文遜昵延の陣営へ突入し、これを焼き払っていった。城の内外から挟み撃ちにされた宇文部軍は大混乱に陥って大敗し、宇文遜昵延は体一つで逃げ出した。慕容廆は敵の兵卒のほとんどを捕虜とし、更に宇文部に代々伝わる「三紐の玉璽」を手に入れた。
崔毖は三国連合の敗戦を知り、慕容廆に誅殺されるのを恐れ、敢えて知らない振りをして甥の崔燾を棘城へ派遣して戦勝を祝賀させた。だが、それより早く三国の使者が棘城へ到来しており、今回の戦役が崔毖のたくらみである事を告げ、和平を請うていた。慕容廆はそれらの書状を崔燾へ突きつけて武装兵で脅し「汝の叔父は三国に我を滅ぼすよう言っておきながら、今また汝を偽りの賀に赴かせたのか」と言うと、崔燾は恐れて全てを漏らした。慕容廆は崔燾へ「降伏は上策。逃げるは下策である」という伝言を遺し、兵を伴わせながら崔毖の下へ返した。崔毖は数十騎と共に遼東城を棄てて高句麗へ逃げ、その兵は尽く慕容廆に帰順した。子の慕容仁を征虜将軍に任じて崔毖に代わって遼東城を鎮守させ、官府や村落には手出しをせず、民衆の生活をこれまで通り保証した。これにより慕容廆は遼東一帯を自国領に編入し、その支配圏は西へ大きく拡大した。

#### 遼東公に冊封
同年、宋該は建議して、三国連合撃退の戦果を東晋朝廷へ報告するよう提案すると、慕容廆はこれに同意して宋該を正使、裴嶷を副使とし、宇文部から奪った玉璽を持たせて建康へ派遣した。
大興3年（320年）3月、裴嶷らは建康に到着すると、当初、東晋朝廷は慕容廆の勢力が遠方にあり、また彼の事を東夷の末裔に過ぎないと考えていた事から、軽い処遇だけで済ませようと考えていた。だが、裴嶷は慕容廆の威徳を盛んに称え、彼が賢人・俊才を重用していると述べたので、これ以降考えを改めるようになったという。元帝は裴嶷らの帰還に併せて使者を随行させ、慕容廆を監平州諸軍事・安北将軍・平州刺史に任じ、1千戸を加増させた。
大興4年（321年）12月、東晋より再び使者が到来し、持節・都督幽平二州東夷諸軍事・車騎将軍・平州牧に任じられ、遼東郡公に冊封された。食邑は1万戸とされ、単于の位についてはこれまで通りとされた。また、丹書鉄券の印綬を下賜され、遼東地方における承制（皇帝に代わって諸侯や守相を任命する権限）の権限を与えられ、官府を備えて平州に守宰（郡太守や県令などの地方長官）を選任する事を認められた。こうして正式に官僚を置くことを許された慕容廆は、裴嶷・游邃を長史に、裴開を司馬に、韓寿を別駕に、陽耽を軍諮祭酒に、崔燾を主簿に、黄泓と鄭林を参軍事に任じた。また、嫡男の慕容皝を世子に立て、東楼（世継ぎの住む建物）を建造するとともに、慕容翰には遼東を、慕容仁には平郭（現在の遼寧省営口市鮁魚圏区熊岳鎮）を統治させた。慕容翰・慕容仁はいずれも任地を良く慰撫し、大いに治績を上げた。
平原出身の劉賛は儒学に精通していたので、慕容廆は彼を東庠祭酒（東庠とは皇太子の学校、祭酒とは学政の長官を意味する）に抜擢し、世子の慕容皝のみならず、重臣の子弟にも束脩（入学料）を納めさせた上で講義を受けさせ、自身も政務の暇を見つけては講義に臨んだ。これによって、道端では頌声（平和を喜ぶ声）が沸き起こるようになり、礼譲（礼儀正しい謙遜した態度や振る舞い）が盛んに行われるようになったという。
その後も東晋との修好は続き、太寧2年（324年）7月にも東晋より使者が到来し、5千戸を加増されると共に、これまでの苦労を労われた。咸和元年（326年）9月にも使者が到来し、慕容廆は侍中を加えられ、位は特進となり、それ以外の官職はこれまで通りとされた。また咸和2年（327年）2月には慕容廆から東晋へ使者を派遣しており、この時には賜った爵位（遼東郡公）を固辞すると申し出ているが、詔により却下されている。咸和5年（330年）春には東晋よりまたも使者が到来し、開府儀同三司を加えられたが、慕容廆は固辞して受けなかった。

#### 周辺諸部族を圧倒
これ以降、慕容部は遼西・遼東地方において一歩抜きんでた存在となり、周辺の諸部族に対して明確に優位性を得るようになった。以下、三国連合の撃退以降の周辺諸部族との抗争状況について記す。

##### 高句麗との抗争
- 三国連合襲来と同年の大興2年（319年）12月、高句麗の将軍の如奴子は一連の戦役に乗じて遼東の河城（現在の遼寧省遼陽市の北東）を占拠していたが、慕容廆は将軍張統を派遣してこれを攻撃させた。張統は城を急襲して如奴子を生け捕りにし、千家余りを捕虜にした。この中には崔毖の旧臣である崔燾・高瞻・韓恒・石琮らがいたが、慕容廆は彼らを棘城に移すと、賓客として礼遇した。

- これ以降も高句麗の美川王は度々兵を派遣しては遼東を襲撃したので、慕容廆は慕容翰と慕容仁にこれを阻ませた。やがて美川王が和睦を請うたので、これに応じて慕容翰らを撤退させた。

##### 段部との関係
- 永昌元年（322年）12月、段部は長年の内部抗争を経て段末波により統一されたが、未だに防備が整っていなかった。慕容廆はこれを好機とみて、慕容皝を令支（段部の本拠地）に侵攻させると、慕容皝は千家余りの民と名馬や宝物を略奪してから帰還した。

- 太寧3年（325年）3月、段部の大人の段末波が没して弟の段牙が後を継いだ。この時期には慕容廆は段部と再び修好を結ぶようになっており、11月には段牙の下へ使者を派遣して遷都を提案した。段牙はこれに同意して令支から都を移そうとしたが、これに部族の民は大いに不満を抱き、12月には段遼が部族の民を率いて段牙を殺害し位を簒奪した。

##### 宇文部・後趙との抗争
- 太寧元年（323年）4月[17]、中原の東半分を制覇する後趙の君主石勒が慕容部へ使者を派遣し、慕容廆との同盟を求めた。慕容廆は東晋を奉じていたのでこれを拒絶し、使者を捕らえて東晋朝廷に送ったが、これにより石勒の怒りを買うこととなった。

- 太寧3年（325年）1月、石勒は宇文部の大人の宇文乞得亀に官職を与えて傘下に引き入れると、慕容部を攻撃させた。慕容廆は慕容皝を総大将として迎撃を命じると共に、遼東相裴嶷を右部都督に任じて、協力に応じてくれた拓跋部と段部の兵を指揮させて軍の右翼とし、平郭を守っていた慕容仁を呼び寄せて柏の樹林に布陣させ、軍の左翼とした。宇文乞得亀は澆洛水（現在のシラムレン川）沿いに布陣して砦を固く守り、兄の宇文悉跋堆に慕容仁を攻めさせたが、慕容仁はこれを返り討ちにして宇文悉跋堆を討ち取り、その兵を尽く捕虜とした。さらに勝ちに乗じ、慕容皝と合流して宇文乞得亀の本隊に攻撃を仕掛けて大勝した。これにより宇文部軍は崩壊して宇文乞得亀は軍を捨てて逃亡を図ったので、慕容仁は慕容皝と共に宇文部の都城へ侵入した。同時に、軽騎兵を派遣して宇文乞得亀を追撃させ、三百里余り追い立てた所で引き返した。この戦勝により金品宝玉を多数獲得し、捕らえた家畜は百万を数えた。また、帰順した人民は数万にも上った。

- 咸和7年（332年）3月、後趙より使者が到来し、またも修好を深める事を請うてきたが、慕容廆は再び拒絶して応じなかった。

#### 王位要求と最期
咸和6年（331年）、側近の宋該らが協議して「将軍（慕容廆）は中華の一角で功績を挙げられましたが、その任に対して官位は低いと考えます。周辺の者と同等の官位では、乱を鎮めることはできません。上表して官爵を進めるよう要請すべきです（既に現在は公の位にあるので、王の位を求めるべきと言っている）」と慕容廆へ勧めた。慕容廆はこれに同意したが、参軍韓恒は「功業を建てる人物というのは、信義が褒めらずとも、名位が低くとも気にかけないものです。桓公や文公は衰退した周王室を復興した後に、覇者の称号を得たのです。まず軍備を整えて逆賊を掃討し、功績を築き上げれば、九錫といえども自ずと下賜されましょう。にもかかわらず、主君（東晋）を脅して寵を求めるという行いがどうして栄誉といえましょう！」と反対した。慕容廆はこれに気分を害し、韓恒を新昌県令へ左遷してしまった。
同年冬、慕容廆はまず東晋において強大な実権を持っている太尉陶侃へ使者を派遣し、共に北伐の兵を挙げて中原を鎮めることを提案する文書を渡そうとした。だが使者は暴風により海で没してしまったので、改めて東夷校尉封抽・行遼東相韓矯ら30人余りに上奏文を与えて、陶侃のいる太尉府へ派遣した。この文書もまた前回と内容の方向性は同じであったが、今度は直接的には慕容廆を燕王に封じ、大将軍に任じるよう要求するものであった。陶侃はこれに返書を送り、この要請を朝廷の議題に上げる事を約束したが、朝廷においてこれが議決される事は無く、慕容廆は最期まで燕王の位を得ることは出来なかった。
咸和8年5月甲寅（333年6月4日）、慕容廆は病により文徳殿で没し、青山に埋葬された。享年65。49年の治世であった。成帝は使者を派遣して、慕容廆に大将軍・開府儀同三司を追贈し、襄公と諡した。
やがて子の慕容皝が燕王に即位すると武宣王と追諡され、さらに孫の慕容儁が帝位に即くと武宣皇帝と追諡され、廟号を高祖とされた。

## 人物
幼い頃から体躯が大きく美しい容貌をしており、成長すると身長は八尺にまでなったという。また、勇ましい性格で度量が広かったという。
その政事は公正であり、人材を重んじたので、中原で頻発していた騒乱を避けて多くの士民が身を寄せるようになった。慕容廆はその中から賢人を選んで才能に応じた役職を与えたので、国家は大いに発展したという。

## 逸話
- 慕容廆がまだ幼かった頃、後に宰相として西晋朝廷を主導していく立場となる張華[21]と会う機会があった。張華は人物鑑定眼を持っており、慕容廆の姿を見ると大いに驚嘆し「君は成長すれば、必ずや命世の器（世に名高い才能を持つ人物）となるであろう。難を正し、時を救う者である」と言った。また、身に付けていた簪と頭巾を外すと、丁寧に慕容廆に結び付けてから別れを告げたという（張華と出会った具体的な時期は不明だが、張華が安北将軍・都督幽州諸軍事として幽州に赴任し、異民族の慰撫に力を注いでいた太康3年（282年）頃の話だと思われる）。
- 慕容廆には兄がおり、慕容吐谷渾といった。彼は庶子（側室の子）であった事から後継には立てられなかったが、父の慕容渉帰は生前、慕容吐谷渾の為に1700戸を分け与えていたので、慕容廆が大人位を継いで以降は慕容吐谷渾と共にその部族を分割統治する形となった。それ以降、両者は共に馬を牧して生活していたが、ある時お互いの馬が喧嘩して怪我をしてしまった。慕容廆はこれに怒って直ちに使者を派遣すると「先父の命により部族を分けたというのに、どうして遠くに離れなかったのか。それ故に馬が争うことになったではないか！」と叱責したが、これに慕容吐谷渾もまた怒って「馬とは所詮家畜であり、草を食んで水を飲み、春になれば争うのが習性である。どうして馬の争いで人が怒ろうか！もし遠く別れたいというのであればそれは容易な事である。このまま留まって後で難が起こる方が恐ろしい事だ。我は汝から万里の彼方へ去るとしよう」と述べ、自らの部衆と馬を率いて郷里を離れると、西へ移動を開始した。その後、慕容廆は自らの発言を後悔し、長史の乙那楼馮を派遣してその後を追わせ、謝罪して彼を留まらせようとしたが、遂に帰って来る事はなかった。慕容廆は兄を追慕して阿干の歌（遼西では兄の事を阿干と呼んだ）を作り、孫の慕容儁が帝を称すると国家の歌として用いられるようになったという。後に慕容吐谷渾の子孫は青海地方に移り住んで吐谷渾と名乗り、7世紀頃まで青海一帯を支配して大いに栄えた。
- 慕容廆が西晋に帰順した後の事、彼は東夷府（東夷校尉の役所）を表敬訪問し、当時の東夷校尉である何龕に謁見した（東夷校尉とは東方の異民族を管轄する軍政務官である）。この時、彼は漢人の風習に合わせて巾衣を身に着け、士大夫が貴人と接する際の礼儀を踏襲した。しかし、何龕は武装した兵を伴って引見したので、慕容廆は服を戎衣（軍服）に改めてから入室した。ある人がその理由を問うと「主人が礼を以って客に接していないというのに、どうして客がそれをなそうか！」と答えた。何龕はこれを聞くと自らの行いを大いに恥じ入り、次第に慕容廆へ畏敬の念を覚えるようになったという。
- ある時、慕容廆は落ち着いた様子で「訴訟は人命が懸かっているので、慎重に進めねばならない。賢人君子は国家の基礎となるので、礼を尽くさなければならない。農業は国の根幹を為すので、急いではならない。酒色や便佞は大いに徳を乱すので、戒めなければならない」と語ると、自らの考えを纏めて「家令（家訓）」という書を著した。その記述量は数千字に及んだという。
- 大興2年（319年）12月、慕容廆は崔毖の旧臣であった高瞻の才器を高く評価して将軍に任じようとしたが、高瞻は病と称して就かなかった。その為、慕容廆は幾度も高瞻の下へ赴いて、大禹が「西羌」の人、周文王が「東夷」の人であったことを例に挙げながら「君の病の原因はこういう事であろう（高瞻が異民族に仕える事を悩んでいる事を指す）。今、晋室は騒乱の最中にあり、我は諸君と共に世難を清め、帝室（晋の皇帝）を翊戴（補佐し推戴する事） しようと思っているのだ。君は中州（中原）の名族であるが、同じ願いを持つ者同士がどうして華夷（漢人と異民族）の違いで疎遠にならなければならないのか! そもそも、功業を建てる為にはただ志や計略を問うべきであり、そこでどうして華夷を問うに足りようか!」と述べ、高瞻の心を慰撫した[22]。だが、それでもなお高瞻は仕官しなかった為、次第に慕容廆も不満を抱くようになった。龍驤主簿の宋該はかねてより高瞻と仲が悪かったので、この状況をみて高瞻を処刑するよう慕容廆に勧めた。慕容廆は従わなかったものの、これを聞いた高瞻は心労の余りやがて亡くなったという。

## 宗室

### 妻
- 段夫人 - 子の慕容皝が王位に即くと武宣王后と追諡され、さらに孫の慕容儁が帝位に即くと武宣皇后と追諡された。

### 男子
- 慕容翰 - 庶長子
- 慕容皝 - 三男。段夫人の子
- 慕容仁 - 段夫人の子
- 慕容昭 - 段夫人の子
- 慕容評
- 慕容幼
- 慕容稚
- 慕容軍
- 慕容汗
- 慕容彪

### 女子
- 興平公主 - 拓跋什翼犍の妻

## 参考資料
- 『資治通鑑』巻81 - 巻95
- 『十六国春秋』巻23
- 『魏書』（帝紀第一、列伝第八十三、列伝第八十九）
- 『晋書』（武帝紀、元帝明帝紀、成帝康帝紀、四夷伝、慕容廆載記）